# 特性材料拦阻系统

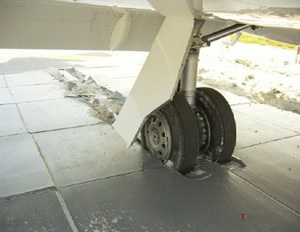
特性材料拦阻床在起落架通過后受壓破碎。

特性材料拦阻系统（英語：EMAS, Engineered materials arrestor system），又叫拦阻床，是使用特性材料鋪設的路面，用於跑道尽头，以降低飛機冲出跑道的风险。特性材料在美国联邦航空管理局第150/5220-22B号民航通告中被定义为“可大幅吸收能量的、可靠的、可被一架飞机的重量压碎，從而阻止飛機前進的的精选材料”。现有技术所製成之多種轻便的易碎的混凝土方块，經美国联邦航空管理局公告通過民航檢測的材料都可以作为攔阻床，目的在於攔阻無人受傷且损坏轻微的航空器冲出跑道。飛機在压碎攔阻床特殊材料的同時，會损失前進動能，最終停下。攔阻床与用沙砾或沙子製成的避险车道概念相近，用以令标准跑道安全区域（RSA）空間不足飞机停下，避免衝出跑道。若干成品，或已完成的設計，在材料和製程方面均有專利。

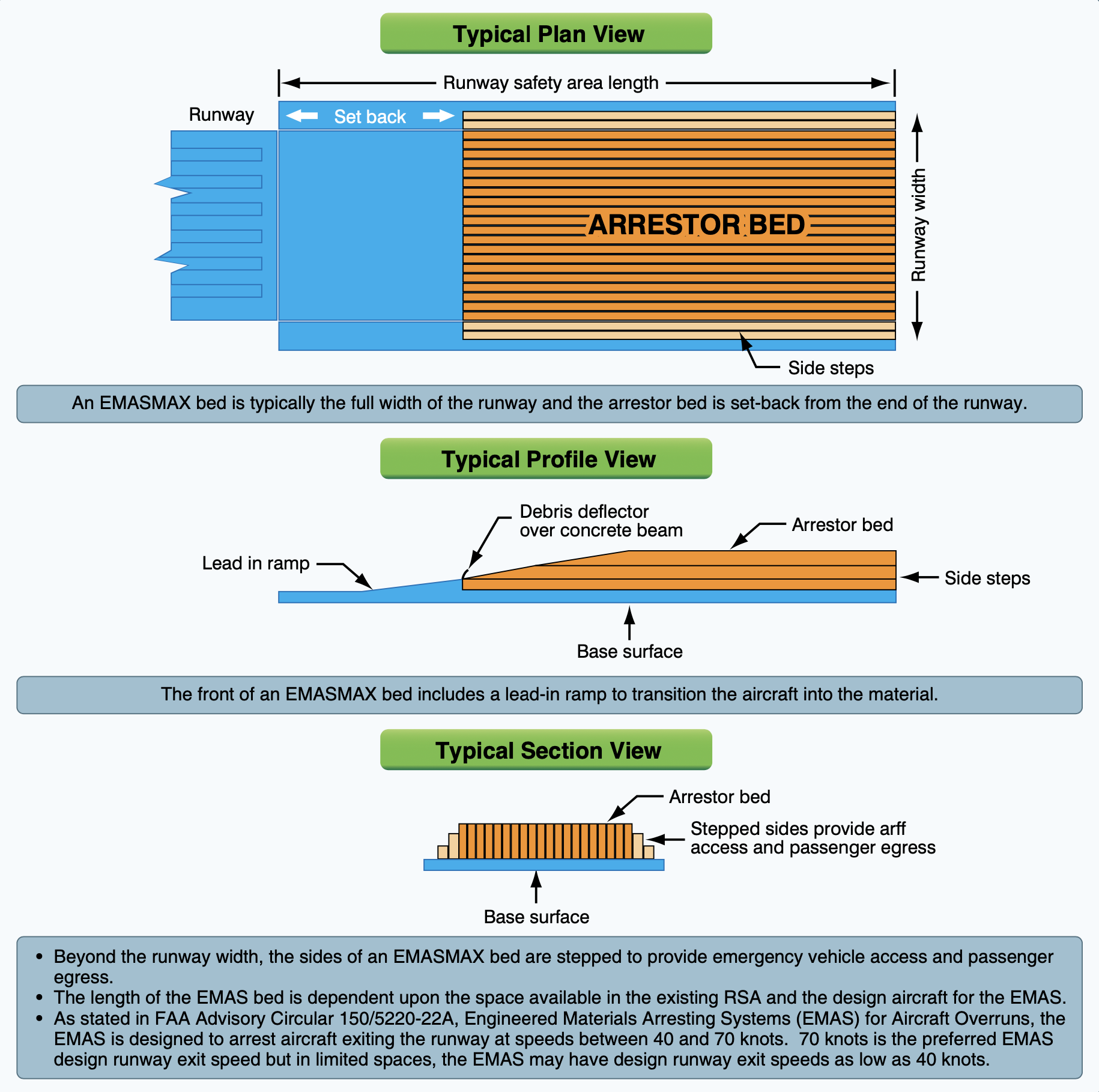
典型EMASMAX系統的平面圖與剖面圖。

## 建設
截至2024年9月，ESCO的EMAS安裝在美國71個機場（如紐約甘迺迪國際機場和舊金山國際機場）的121條跑道末端。

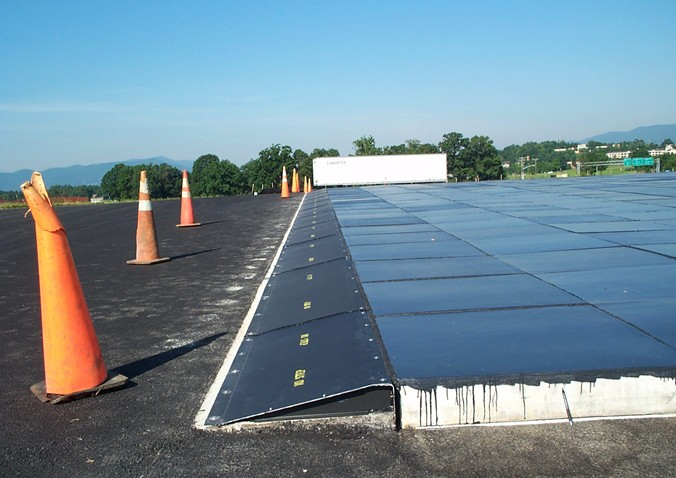
EMAS正在興建中，左邊的斜坡部分是防爆罩。

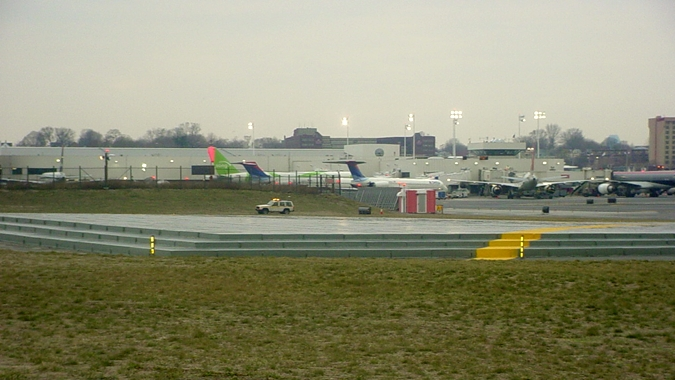
較高的EMAS側面有台階，方便飛機救援和消防進出以及乘客逃生。

EMAS在中國大陸有3個（如九寨黃龍機場），日本1個（羽田機場），臺灣1個（臺北松山機場），馬德里2個，挪威2個，沙烏地阿拉伯1個，瑞士1個，法國海外省3個（1個在留尼旺，2個在馬約特），德國1個。

## 外部連結
- EMAS at The FAA website （页面存档备份，存于）
- Gulfstream II stopped by EMAS at Burbank （页面存档备份，存于）
- “Rethinking Overun Protection" （页面存档备份，存于） - Aerosafety World, Aug. 2006 (Three EMAS Saves: 1999, 2003, 2005)
- "EMAS Saves Falcon 20 at Chicago Executive" （页面存档备份，存于）
- Patent No. 6,726,400; Vehicle arresting bed systems  （页面存档备份，存于）
- Patent No. 5,902,068; Vehicle arresting unit fabrication methods （页面存档备份，存于）
- Patent No. 5,885,025; Vehicle arresting bed systems  （页面存档备份，存于）
- Patent No. 5,789,681; Arresting material test apparatus and methods （页面存档备份，存于）
- 瑞典公司Runwaysafe AB